# Джаред Падалекі
Джа́ред Тріста́н Падале́кі (англ. Jared Tristan Padalecki, польською Падале́цкі; нар. 19 липня 1982, Сан-Антоніо, Техас) — американський актор. Популярність здобув після ролей у телесеріалах «Дівчата Гілмор» (знімався у 2000—2005) і «Надприродне» (2005—2020). Володар премії «People's Choice Awards» (2014) та двох премій «Teen Choice Awards» (2015, 2019).

## Життєпис
Джаред Падалекі народився 19 липня 1982 року в Сан-Антоніо (штат Техас, США) в сім'ї Джеральда Падалекі, податкового бухгалтера, і Шерон (дошлюбне прізвище Кеммер), учительки. У Падалекі польське коріння зі сторони батька і німецькі, англійські, французькі, шотландські — зі сторони матері. У нього є старший брат Джефф і молодша сестра Меган. У віці 12 років Джаред почав брати уроки акторської майстерності. Він навчався у школі Джеймса Медісона в Сан-Антоніо. У 1999 році Падалекі виграв конкурс «Претендуй на славу» (англ. Claim To Fame), в результаті чого дістав можливість вручати премію на церемонії «Нагороди вибору тінейджерів» (Teen Choice Awards), де зустрів свого нинішнього агента. Після закінчення школи 2000 року Джаред переїхав до Лос-Анджелеса (Каліфорнія), щоб продовжити акторську кар'єру, хоча спочатку планував вступати до Техаського університету.

## Особисте життя
27 лютого 2010 Джаред Падалекі одружився з кіноактрисою Женев'єв Кортезе (після одруження Падалекі), яка в 4-му сезоні «Надприродного» виконувала роль демониці Рубі.
У жовтні 2011 року пара оголосила, що чекає первістка. 19 березня 2012 в місті Сієтл у Джареда та Женев'єв народився син Томас Колтон. Другий син, Остін Шепард «Шеп» Падалекі, народився 22 грудня 2013 року,, дочка, Одетта Елліот, народилася 17 березня 2017 року.
Подружжя з дітьми проживає в Остіні, штат Техас, по сусідству з родиною найкращого друга Джареда — партнера по «Надприродному» Дженсена Еклза, Женев'єв також товаришує з дружиною Дженсена, акторкою Денніл Еклз, яка зіграла ангелицю Анаель у п'ятьох епізодах серіалу у 2018—2020 роках.
З 2018 року Падалекі — власник тематичного бару «Стереотип» (Stereotype), стилізованого під 1990-ті роки.
27 жовтня 2019 року Падалекі був заарештований і звинувачений у нападі на людину та перебуванні в алкогольному сп'янінні в публічному місці — після бійки в барі та біля нього.

## Кар'єра
Першою акторською роботою Джареда Падалекі стала другорядна роль у художньому фільмі 1999 року «A Little Inside». У 2000 році він дістав роль Діна Форестера в успішному телесеріалі «Дівчата Гілмор» і знімався у ньому до 2005 року. У період з 2000 до 2003 року Джаред зіграв ролі в таких фільмах, як «Мовчазний свідок» (2000), «Ближче до дому» (2001), «Кільце нескінченного світла» (2002) і «Молодий Мак-Гайвер» (2003).
У 2003 році Джаред зіграв невелику роль у комедії «Гуртом дешевше», хоча в титрах зазначений не був. У 2004 році він виконав роль Трея Ліптона в комедії Мері-Кейт і Ешлі Олсен «Миттєвості Нью-Йорка», а також знявся в трилері «Політ фенікса».
У 2004 році актор проходив проби на роль Супермена для проєкту Дж. Дж. Адамса «Superman: Flyby», для чого прилетів у Лос-Анджелес із Австралії. Робота над фільмом розпочалася 2002 року, режисером мав бути Бретт Ретнер, потім — МакДжі, але кіностудія Warner Bros. заморозила проєкт та 2006 року випустила «Повернення Супермена», зрежисоване Браяном Сінгером з Бренданом Рутом у головній ролі.
У 2005 році Падалекі знявся відразу в двох фільмах жахів — «Вовк-одинак» і «Будинок воскових фігур», в якому також узяли участь Еліша Катберт, Чад Майкл Мюррей і Періс Гілтон.
Того ж року Джаред пройшов добір на роль Сема Вінчестера в телесеріалі компанії Warner Brothers «Надприродне», після успіху якого кількість його прихильників значно зросла.

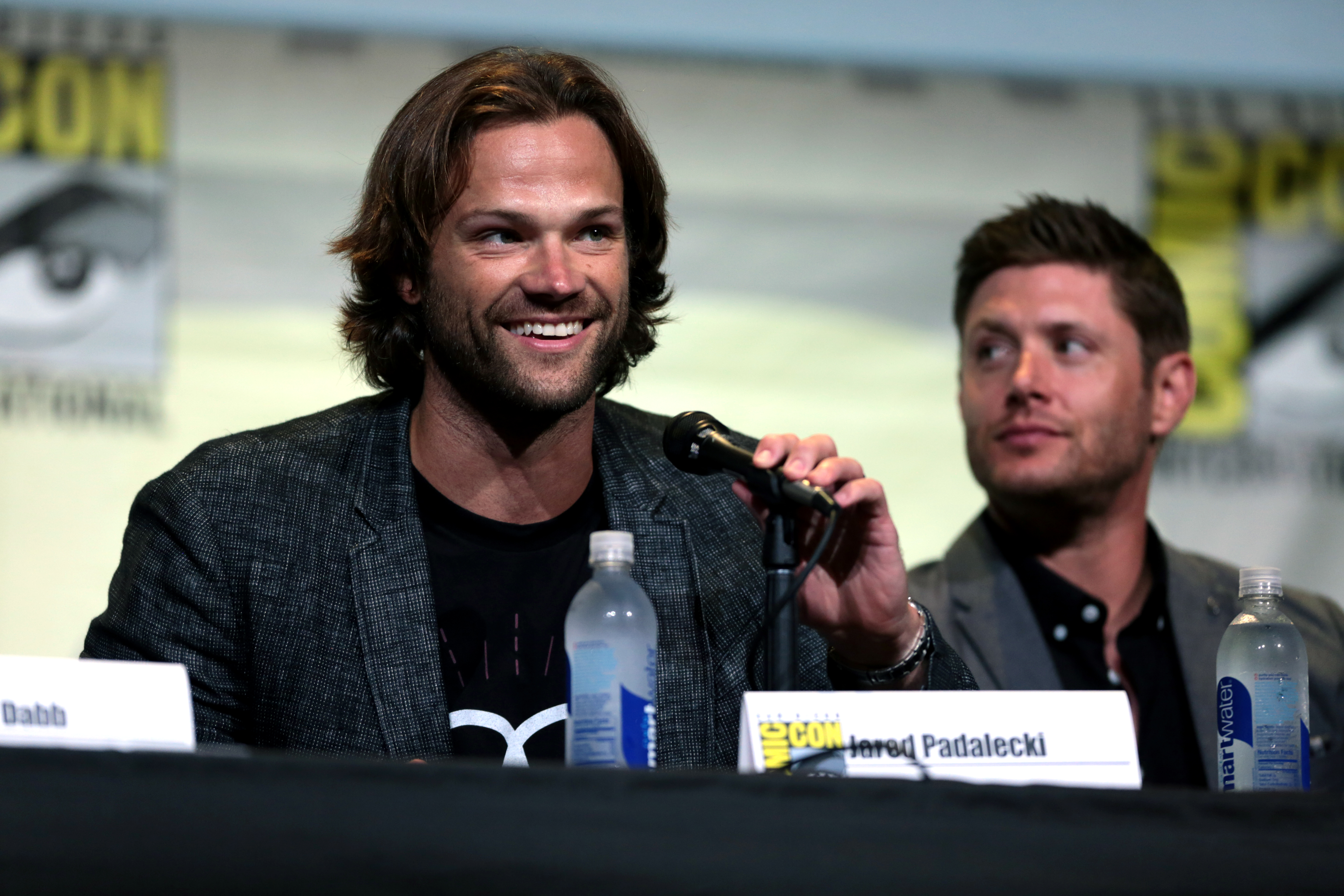
Падалекі та його партнер по "Надприродному" Дженсен Еклз на Comic-Con у Сан-Дієго в 2016 році

У 2007 році Джаред знявся у фільмі Майкла Кампуса «Різдвяний котедж», в якому також брав участь Пітер О'Тул. Падалекі грає роль Томаса Кінкейда, одного з найуспішніших нині живих американських художників. Фільм розповідає про життя Кінкейда і його картину під назвою «Різдвяний котедж». Також планується зняти ще два фільми про Томаса Кінкейда, в яких буде розказано про інші картини художника й розкриті інші сторони його життя.
Так само Джареда Падалекі запросили на роль ведучого нового реаліті-шоу телеканалу MTV «Кімната 401», творцем якого став Ештон Кутчер. Ідея шоу полягає в тому, що його учасники, нічого не підозрюючи, потрапляють у жахливі ситуації, які виявляються розіграшем.
21 січня 2021 року на телеканалі CW відбулася прем'єра серіалу «Вокер», ремейка культового телешоу 1993—2001 рр. із Чаком Норрісом, головну роль в якому виконує Джаред Падалекі. 

## Приватне життя
Про заручини Падалекі з його партнеркою по серіалу "Надприродне" Женев'євою Кортез було оголошено в січні 2010 року. Вони познайомилися, коли Кортез знімалася в ролі Рубі в четвертому сезоні серіалу. Падалекі освідчився їй перед їхньою улюбленою картиною "Жанна д'Арк" французького реаліста Жюля Бастьєна-Лепажа в нью-йоркському Метрополітен-музеї в жовтні 2009 р. Пара одружилася 27 лютого 2010 р. в рідному місті Кортез - Сан-Веллі, штат Айдахо. У них троє дітей.
Падалекі та зірки серіалу "Надприродне" Дженсен Еклз і Міша Коллінз підтримували Бето О'Рурка на виборах до Сенату в Техасі у 2018 році.
15 березня 2024 року Джаред Падалекі висловив записав коротке, але таке щире звернення зі словами підтримки до українців.

## Фільмографія
| Рік       |    | Українська назва                       | Оригінальна назва                 | Роль                                        |
| --------- | -- | -------------------------------------- | --------------------------------- | ------------------------------------------- |
| 2024      | с  | Країна вогню                           | Fire Country                      | Камден Кейсі                                |
| 2023      | с  | Вокер: Незалежність                    | Walker: Independent               | Без імені                                   |
| 2021—2024 | с  | Вокер                                  | Walker                            | Корделл Вокер                               |
| 2005—2020 | с  | Надприродне                            | Supernatural                      | Сем Вінчестер (головна роль)                |
| 2017      | с  | Королі комік-кону                      | Kings of Con                      | Джейден Джаворскі (1 епізод)                |
| 2016      | с  | Дівчата Гілмор: Рік життя (мінісеріал) | Gilmore Girls: A Year in the Life | Дін Форестер (1 епізод)                     |
| 2015      | мф | Хлопчик-фантом                         | Phantom Boy                       | л-нт Алекс (голос))                         |
| 2015      | с  | Голлівудське шоу (2006)                | The Hillywood Show                | танцюрист (епізод-пародія на «Надприродне») |
| 2011      | мс | Надприродне: Анімація                  | Supernatural: The Animation       | Сем Вінчестер                               |
| 2009      | ф  | П'ятниця 13-те (2009)                  | Friday the 13th                   | Клей Міллер                                 |
| 2008      | ф  | Різдвяний будиночок                    | Christmas Cottage                 | Томас Кинкейд                               |
| 2007      | ф  | Будинок страхів                        | House of Fears                    | Джей Пі (немає в титрах)                    |
| 2005      | ф  | Вовк-одинак                            | Cry_Wolf                          | Том                                         |
| 2005      | ф  | Будинок воскових фігур                 | House of Wax                      | Вейд Фелтон                                 |
| 2000—2005 | с  | Дівчата Ґілморів                       | Gilmore Girls                     | Дін Форестер (1—5 сезони)                   |
| 2004      | ф  | Політ Фенікса                          | Flight of the Phoenix             | Джон Девіс                                  |
| 2004      | ф  | Миттєвості Нью-Йорка                   | New York Minute                   | Трей Ліптон                                 |
| 2003      | ф  | Гуртом дешевше                         | Cheaper by the Dozen              | забіяка (немає в титрах)                    |
| 2003      | тф | Молодий Макгайвер                      | Young MacGyver                    | Клей Макгайвер                              |
| 2002      | тф | Кільце нескінченного світла            | A Ring of Endless Light           | Закері Ґрей                                 |
| 2001      | кф | Дуже влучно                            | Close to Home                     |                                             |
| 2001      | с  | Швидка допомога                        | ER                                | Пол Гарріс (епізод 7.10)                    |
| 2000      | тф | Мовчазний свідок                       | Silent Witness                    | Сем                                         |
| 1999      | ф  | Особиста справа                        | A Little Inside                   | Метт Нельсон                                |

## Нагороди і номінації
| Рік  | Нагорода (фестиваль)                                                       | Категорія (нагорода)                               | Примітки                          | Результат |
| ---- | -------------------------------------------------------------------------- | -------------------------------------------------- | --------------------------------- | --------- |
| 2021 | Critics' Choice Super Awards [Архівовано 1 грудня 2020 у Wayback Machine.] | Найкращий актор горор-серіалу                      | «Надприродне»                     | Номінація |
| 2019 | Teen Choice Awards                                                         | Найкращий актор серіалу в жанрі фентезі/фантастика | «Надприродне»                     | Перемога  |
| 2016 | People's Choice Awards                                                     | Улюблений актор — фантастика/фентезі               | «Надприродне»                     | Номінація |
| 2016 | Teen Choice Awards                                                         | Найкращий актор серіалу в жанрі фентезі/фантастика | «Надприродне»                     | Номінація |
| 2016 | Teen Choice Awards                                                         | Найбільш гармонійні персонажі в серіалі            | «Надприродне» Сем і Кастіель      | Номінація |
| 2015 | People's Choice Awards                                                     | Улюблений телевізійний дует                        | «Надприродне» Сем і Дін           | Номінація |
| 2015 | People's Choice Awards                                                     | Улюблений актор фантастичного/фентезійного серіалу | «Надприродне»                     | Номінація |
| 2015 | Teen Choice Awards                                                         | Найкращий актор серіалу в жанрі фентезі/фантастика | «Надприродне»                     | Перемога  |
| 2014 | People's Choice Awards                                                     | Улюблений телевізійний броманс                     | «Надприродне» Сем, Дін і Кастіель | Перемога  |
| 2014 | People's Choice Awards                                                     | Улюблений актор фантастичного/фентезійного серіалу | «Надприродне»                     | Номінація |
| 2014 | Нагорода «Жорж» (Росія)                                                    | Найкращий іноземний дует року                      | «Надприродне» Сем і Дін           | Номінація |
| 2014 | Нагорода журналу TV Guide                                                  | Улюблений дует                                     | «Надприродне» Сем і Дін           | Номінація |
| 2013 | People's Choice Awards                                                     | Улюблений драматичний телеактор                    | «Надприродне»                     | Номінація |
| 2013 | Teen Choice Awards                                                         | Найкращий актор серіалу в жанрі фентезі/фантастика | «Надприродне»                     | Номінація |
| 2013 | Нагорода журналу SFX (Велика Британія)                                     | Найкращий актор                                    | «Надприродне»                     | Номінація |
| 2013 | Нагорода журналу SFX (Велика Британія)                                     | Найсексуальніший чоловік                           | «Надприродне»                     | Номінація |
| 2012 | Teen Choice Awards                                                         | Найкращий актор серіалу в жанрі фентезі/фантастика | «Надприродне»                     | Номінація |
| 2011 | Teen Choice Awards                                                         | Телевізійний актор: — фантастика/фентезі           | «Надприродне»                     | Номінація |
| 2008 | Нагорода журналу SFX (Велика Британія)                                     | Найкращий актор телебачення                        | «Надприродне»                     | Номінація |
| 2007 | Teen Choice Awards                                                         | Телевізійний актор — драма                         | «Надприродне»                     | Номінація |
| 2005 | Teen Choice Awards                                                         | Прорив року — актор художнього фільму              | «Будинок воскових фігур»          | Номінація |
| 2002 | Teen Choice Awards                                                         | Телевізійний актор — драма                         | «Дівчата Ґілморів»                | Номінація |